# Исоноя (спътник)
Вижте пояснителната страница за други значения на Исоноя.
Исоноя е естествен спътник на Юпитер. Открит е от екипа от астрономи Скот Шепърд, Дейвид Джуит, Янга Фернандез и Юджийн Маниер на 23 ноември 2000 г. Първоначалното означение на спътника е S/2000 J 6. Спътникът носи името на фигурата от древногръцката митология Исоноя.
Исоноя е малко по размери тяло с диаметър от 3,8 km и се намира на ретроградна орбита около Юпитер. Принадлежи към групата на Карме.